# کوشکک (کرج)
کوشکک روستایی از توابع بخش آسارا شهرستان کرج در استان البرز ایران است.کوشکک روستایی تات‌زبان است.

## جمعیت
این روستا در دهستان نسا قرار دارد و براساس سرشماری مرکز آمار ایران در سال ۱۳۸۵، جمعیت آن ۱۲۱ نفر (۳۴خانوار) بوده‌است.